# Carsten Kerner
Carsten Kerner (* 9. Februar 1968 in Berlin) ist ein deutscher Basketballfunktionär.

## Leben
Kerner machte eine Ausbildung zum Datenverarbeitungskaufmann und studierte in der ersten Hälfte der 1990er Jahre Informatik an der Technischen Universität Berlin. Er spielte Basketball in der Oberliga und betätigte sich ab der Mitte der 1980er Jahre als Trainer. Er war Manager des Basketball-Zweitligisten TuS Lichterfelde, ehe er im Sommer 1999 dasselbe Amt bei dessen damaligem Kooperationspartner, dem Bundesligisten Alba Berlin, übernahm. Er hatte zeitweilig beide Ämter gleichzeitig inne. Er war zudem Mitglied im Vorstand des Berliner Basketball-Verbandes sowie Aufsichtsratsvorsitzender der Berlin-Basketball-Akademie. Zum 30. September 2004 schied er als Manager von Alba Berlin aus. Während seiner Amtszeit wurde die Berliner Mannschaft viermal deutscher Meister sowie zweimal DBB-Pokalsieger.
Kerner wurde nach seiner Zeit als Basketballmanager in Führungspositionen im Bereich Sportmanagement und später bei Unternehmen tätig, die Eintrittskarten für Veranstaltungen vertreiben.